# Stajnia Pegaza
Teatr Stajnia Pegaza – rozpoczął działalność w 1981 roku w Gdańsku, z inicjatywy Ewy Ignaczak. W 1987 teatr przeniósł się do Sopotu. W 1998 nową siedzibą teatru stał się klub studencki Żak w Gdańsku. W latach 2001–2003 siedzibą teatru był klub Żak w Gdańsku (w nowej lokalizacji). W grudniu 2003 teatr stał się integralną częścią Sopockiej Sceny Off de Bicz. Obecnie Ewa Ignaczak pracuje pod szyldem Teatru Gdynia Główna.
Spektakle Stajni Pegaza są adaptacjami literatury (Günter Grass, Witold Gombrowicz, Thomas Mann i inni), charakteryzują się oszczędnością scenografii, poetyckim skrótem.

## Realizacje
- KONIEC ŚWIATA według K.I. Gałczyńskiego (1983)
- BAL W OPERZE według J. Tuwima (1984)
- KORRIDA według E. Jewtuszenki (1984)
- MYJDODZIUR według K. Czukowskiego (1985)
- HIOB według C. Miłosza (1986)
- STUDIUM OBRAZU według R. Topora (1987)
- BOBOK według F. Dostojewskiego (1988)
- KICZ według Karła P. Lagerkvista (1990)
- CZY ODMŁADZANIE JEST MOŻLIWE według Psiego serca M. Bułhakowa (1992)
- POMIĘDZY według "Ślubu" W. Gabrowicza (1993 – do premiery nie doszło)
- PĘKNIĘTE SŁOŃCE według Diaboliady M. Bułhakowa (1994)
- TU NIKT NIC według W. Gombrowicza (1995)
- OSKAR-ZM według Blaszanego bębenka G. Grassa (1996)
- ELEKTRA według Sofoklesa (1997)
- W POSZUKIWANIU SIEBIE według Bajki o księciu Pipo P. Gripariego (1998)
- RYBOŁÓWSTWO według Turbota G. Grassa (1999)
- DANCE MACABRE (2001)
- KOCHAJĄC BŁĘKITNOOKICH według Tonio Krogera T. Manna (2001)
- PRZEMIANA według Przemiany F. Kafki (2001)
- ODA DO RADOŚCI (2001)
- TRANS-ATLANTYK według W. Gombrowicza (2001)
- PRZEMIENIENIE według Przemiany F. Kafki (2001)
- SIOSTRY według Czechowa (2002)
- TRZY SIOSTRY według Czechowa (2002)
- GAZ (wraz z Teatrem Brama) według Szymona Wróblewskiego (2003)
- WIECZOREK ANARCHISTYCZNY według Wilka stepowego H. Hesse (2003)
- DYSKRETNE UKŁADY DYNAMICZNE według Marka Branda (2004)
- WSZYSCY według Miasta ślepców J. Saramago (2004)
- A TERAZ JA! według W. Gombrowicza (2005)
- WSTYD według Utraconej czci Katarzyny Blum Heinricha Bölla (2005)
- GERTRUDA według Hamleta W. Szekspira (2006)
- NOEL WSPAK według Matki Witkacego (2007)
- OJ ODA, ODA! według Wyzwolenia Wyspiańskiego (2008)
- GWIAZDA według Helmuta Kajzara (2008)
- UMIŁOWANIA według Sybilli Pära Lagerkvista (2009)
- BYŁA ŻYDÓWKA, NIE MA ŻYDÓWKI według Mariana Pankowskiego (2009)
- JA/MARILYN według Joyce Carol Oates i Michaela Schneidera (2010)
- OBYWATELKA EL według "Elektry" Sofokles (2011)
- SCIANANANAŚWIAT według Sergea Kribusa (2012)

## Zespół artystyczny 2010
- Grzegorz Sierzputowski
- Grzegorz Szlanga
- Ida Bocian
- Sylwia Góra Weber
- Aleksandra Kania

## Nagrody
- "Oskar-zm". II nagroda Łódzkie Spotkania Teatralne 1996
- "Rybołówstwo", II nagroda Łódzkie Spotkania Teatralne 1999
- "Gaz", I nagroda, Łódzkie Spotkania Teatralne 2003 (Wraz z Teatrem Brama)
- "Wszyscy", II nagroda Łódzkie Spotkania Teatralne 2004
- "Wszyscy", I nagroda, Biesiada Teatralna w Horyńcu 2005

Nagrody indywidualne:
- 1996 Ewa Ignaczak, nagroda za reżyserię (Oskar-zm) ŁST
- 1996 Małgorzata Ułasik, nagroda aktorska (Oskar-zm) ŁST
- 1999 Małgorzata Ułasik, nagroda aktorska (Rybołówstwo] ŁST
- 2006 Grzegorz Sierzputowski, nagroda aktorska (A Teraz Ja!) Biesiada Teatralna w Horyńcu.